# Dictenidia formosana
Dictenidia formosana är en tvåvingeart som beskrevs av Alexander 1920. Dictenidia formosana ingår i släktet Dictenidia och familjen storharkrankar.
Artens utbredningsområde är Taiwan. Inga underarter finns listade i Catalogue of Life.